# جوزف کین
جوزف کین (انگلیسی: Jasper Joseph Inman Kane؛ ‏۱۹ مارس ۱۸۹۴ – ۲۵ اوت ۱۹۷۵) یک کارگردان فیلم، تهیه‌کننده فیلم، تدوین فیلم و فیلم‌نامه‌نویس اهل ایالات متحده آمریکا بود.

## گزیده فیلمشناسی
- کلرادو (۱۹۴۰)
- بوفالو بیل جوان (۱۹۴۰)
- حلقه خلاف‌کاران (۱۹۵۷)
- آیداهو (فیلم ۱۹۴۳) (۱۹۴۳)
- داکوتا (فیلم) (۱۹۴۵)
- بیگ شو (۱۹۳۶)